# Luis Perdomo
Luis Perdomo (Caracas, 19 februari 1971) is een uit Venezuela afkomstige Amerikaanse jazzpianist, -componist en -arrangeur.

## Biografie
Vanaf 12-jarige leeftijd speelde hij op Venezolaanse tv- en radiostations. Zijn eerste leraar was de in Oostenrijk geboren jazzpianist Gerry Weil.
'De grootste les die ik van Gerry Weil in Venezuela kreeg, was om mijn geest open te houden voor alle soorten muziek', zegt hij. Hij realiseerde zich uiteindelijk dat hij naar New York zou moeten reizen om zijn muzikale bestemming te vervullen. 'In een meer competitieve en uitdagende omgeving zitten was een grote verandering die ik verwelkomde'. Hij behaalde een bachelor of Music graad aan de Manhattan School of Music, waar hij studeerde bij Harold Danko en klassiek pianiste Martha Pestalozzi en studeerde later af met een mastergraad aan het Queens College in New York, waar hij studeerde bij de legendarische pianist Sir Roland Hanna.
Hij speelde onder meer met Ralph Irizarry en Timbalaye, Ray Barretto, David Sanchez, John Patitucci, Dave Douglas, Yosvany Terry, Brian Lynch, Tom Harrell, Henry Threadgill, David Gilmore, David Weiss en Robin Eubanks. Hij is al lang lid van het kwartet van Miguel Zenon en was 10 jaar lid van het kwartet van Ravi Coltrane.
Daarnaast is hij als sideman verschenen op meer dan 120 opnamen en heeft hij negen cd's uitgebracht als leader: Focus Point in 2005, Awareness in 2006 (beide bij Coltrane's label RKM Music), Pathways in 2008 (Criss Cross Jazz), Universal Mind (en derde voor RKM Music) in 2012, The Infancia Project in 2012 (Criss Cross Jazz), Links in 2013 (Criss Cross Jazz) en Twenty-Two in 2015 (Hot Tone Music). Deze cd bevat Perdomo's nieuwste band: The Controlling Ear Unit, met bassiste Mimi Jones en drummer Rudy Royston, evenals Montage (Hot Tone Music) en Spirits and Warriors (Criss Cross Jazz) in 2016, met een geweldige band met Alex Sipiagin op trompet, Mark Shim op saxofoon, Ugonna Okegwo op bas en drummer Billy 'Jabali' Hart.
Zijn stijl is beïnvloed door Bud Powell, Oscar Peterson, McCoy Tyner, Paul Bley en Herbie Hancock.

## Discografie

### Als leader
- 2005: Focus Point (RKM)
- 2006: Awareness (RKM)
- 2008: Pathways (Criss Cross)
- 2012: Universal Mind (RKM)
- 2012: The Infancia Project (Criss Cross)
- 2013: Links (Criss Cross)
- 2015: Twenty-Two (Hot Tone)
- 2016: Montage (Hot Tone)
- 2016: Spirits and Warriors (Criss Cross)

### Als sideman
Met Miguel Zenon
- 2019: Sonero (Miel Music)
- 2017: Tipico (Miel Music)
- 2014: Identities are Changeable (Miel Music)
- 2011: Alma Adentro:The PuertoRican Songbook (Marsalis Music)
- 2009: Esta Plena (Marsalis Music)
- 2008: Awake (Marsalis Music)
- 2005: Jibaro (Marsalis Music)
- 2004: Ceremonial (Marsalis Music)
- 2002: Looking Forward (Fresh Sounds New Talent)

Met Ravi Coltrane
- 2012: Spirit Fiction (Blue Note)
- 2009: Blending Times (Savoy)
- 2007: Influx (Savoy)

Met David Sánchez
- 2019: Carib (Stretch Music/Melaza Music/Ropeadope Records)

Met Henry Threadgill
- 2018: Double up plays Double up plus (PI)

Met Ray Barretto
- 2003: Homage to Art (Sunnyside)

Met David Gilmore
- 2019: From Here to Here (Criss Cross Jazz)
- 2016: Energies Of Change (Evolutionary)
- 2013: Numerology Live at the Jazz Standard (Evolutionary)

Met Steve Turre
- 2012: Woody's Delight (High Note Records)

Met Jon Irabagon
- 2018: Dr Quixotics Traveling Exotics (Irrabagast)
- 2015: Behind The Sky (Irrabagast)

Met Brian Lynch)
- 2008:Spheres of Influence Suite (EWECD)
- 2004: ConClave (Criss Cross Jazz)

Met Ben Wolfe
- 2019: Fatherhood (Resident Arts Records)
- 2010: Live At Smalls (SL)
- 2008: No Strangers Here (MaxJazz)

Met Ralph Irizarry en Timbalaye
- 1998: Timbalaye (Shanachie)
- 2000: Best Kept Secret (Shanachie)
- 2007: It's Time (BKS Records)

Met Gregg August
- 2020: Dialogues On Race (Iacuessa Records)
- 2012: Four By Six (Iacuessa Records)
- 2007: One Peace (Iacuessa Records)

- Bibliothèque nationale de France: cb15644624b (data)
- Gemeinsame Normdatei: 135351669
- International Standard Name Identifier: 0000 0000 5525 5597
- Library of Congress Control Number: n2004075998
- MusicBrainz: 0d0f0413-cc95-4bf8-acd3-65bda775dc56
- Nationale Bibliotheek van Tsjechië: xx0222649
- Système universitaire de documentation: 158334566
- Virtual International Authority File: 74177846
- WorldCat: E39PBJdgYTwk6y88XBCT84kYyd